# Harry Whittle
Harry Whittle   (Bolton, 2 de maig de 1922 - Bolton, 11 de maig de 1990) va ser un atleta anglès, especialista en curses de tanques i salt de llargada, que va competir durant les dècades de 1940 i 1950.
El 1948 va prendre part en els Jocs Olímpics d'Estiu de Londres, on va disputar dues proves del programa d'atletisme. Fou setè en la prova del salt de llargada, mentre en els 400 metres tanques quedà eliminat en semifinals. Quatre anys més tard, als Jocs de Hèlsinki, fou cinquè en els 400 metres tanques.
En el seu palmarès destaca una medalla de bronze en els 400 metres tanques del Campionat d'Europa d'atletisme de 1950, rere Armando Filiput i Yuriy Lituyev. Va ser campió britànic de l'AAA de les 440 iardes tanques en set ocasions, entre 1947 i 1953; i en tres del salt de llargada, entre 1947 i 1949.

## Millors marques
- 400 metres tanques. 52.4" (1953)
- salt de llargada. 7,25 metres[5][6]